# Ялыкавак
Ялыкавак (тур. Yalıkavak) — город недалеко от Бодрума, в провинции Мугла в Турции.
Расположен на восточном побережье Эгейского моря. Город находится в 18 километрах от Бодрума на северо-восточном выступе Бодрумского полуострова.
Здешние места населены с начала второго тысячелетия до нашей эры. В данное время — туристическое место, популярное среди яхтсменов.
Население — 11227 человек (2000).